# Brit angol nyelv

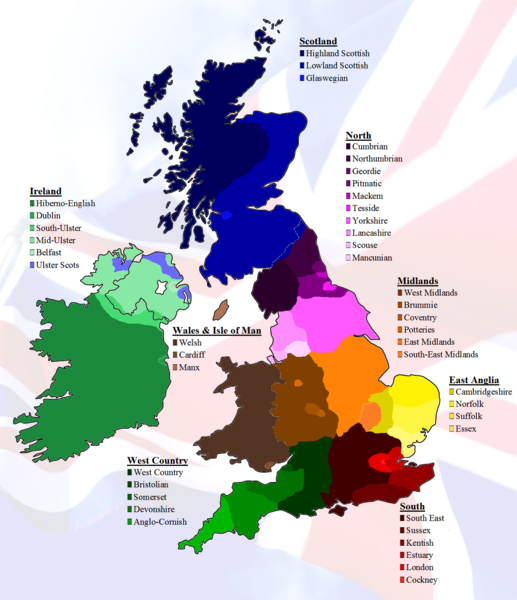
Különböző angol akcentusok a Brit szigeteken

Az angol nyelv Egyesült Királyságban és több, a britek által gyarmatosított országban beszélt változatát brit angol nyelvnek hívjuk. A brit angol nyelvet körülbelül hatvanötmillióan beszélik anyanyelvként, így az amerikai angol után a legbeszéltebb angol nyelvváltozat. Az amerikai angoltól való eltérések átfogóan minimálisak, de van annyi különbség, ami még az anyanyelvi beszélők körében is félreértést okozhat.

## Kiejtés
A Brit-szigeteken sokféle kiejtés létezik, például egy londoni ember nem úgy ejti az "r" betűt, mint egy skót ember, vagy egy ír ember. Anglián belül az akcentusok is különböznek, Liverpoolban sokan "scouse" akcentussal beszélnek, Londonban sokan pedig "cockney" akcentussal beszélnek. Cornwall-ban a "cornwall dialektus" a beszélt.

## Beszéd a brit angolban
A brit angolnak több hagyományos (tradicionális) szava van, mint az amerikai angolnak:
- néhány brit angol szó "re"-re végződik (francia), míg néhány amerikai angol szó egyszerűsítés miatt "er"-re

Brit angol: centre, litre, metre.
Amerikai angol: center, liter, meter.
- néhány brit angol szó "our"-ra végződik (francia), ezek az egyszerűsítés miatt "or" az amerikai angolban:

Brit angol: colour, labour, neighbour, humour
Amerikai angol: color, labor, neighbor, humor
- néhány brit angol szó görög eredetű (ph), ez az amerikai angolban "f" lesz :

Brit angol: Sulphur, és nem sulfur
- néhány brit angol szó "s" betűt használ, ahol az amerikaiban "z" van:

Brit angol: colonisation, realisation, organisation
Amerikai angol: colonization, realization, organization
- szürke: a brit angolban "grey" , az amerikai angolban "gray"

## Szókincs a brit angolban
Néhány különbség a brit angol, és az amerikai angol közt:
Brit - Amerikai
- accelerator – throttle
- autumn – fall
- biscuit – cookie
- bonnet – hood (of a car)
- boot – trunk (of a car)
- bum, arse – butt, ass
- car – automobile
- caravan – trailer, mobile home
- chips – French fries
- courgette – zucchini
- crisps – chips
- face flannel – washcloth
- flat – apartment
- football – soccer
- garden – yard
- handbag – purse
- jumper – sweater
- lift – elevator
- lorry – truck
- manual gearbox – stick shift
- metro, underground, tube – subway
- motorway – freeway
- mum – mom
- nappy – diaper
- number plate – license plate
- pants - underpants
- pavement – sidewalk
- pram – stroller
- petrol – gas or gasoline
- phone box - phone booth
- post – mail, mailbox
- railway – railroad
- shifting – moving
- shopping trolley – shopping cart
- surname – last name
- take-away – take-out
- tap – faucet
- trousers – pants
- to let – to rent
- torch – flashlight
- tram – streetcar

## Különböző nyelvek behatása a brit angolba

### Francia
A francia nyelvből nagyon sok szó jött be, és számos szó kiejtése is, köszönhetően a két ország egymás közti közelségének. (pl.: a szavak "re" végződése, nem rotális akcentus, stb.) Néhány példa:
- litre
- metre
- finish
- offer
- receive
- law
- employ
- justice
- rich
- tissue

### Spanyol
A spanyol nyelv behatása néhány növénynévben mutatkozik: marijuana, tomato, yucca, barracuda

### Német
Néhány alapszó a német hatása: white, show, make, sport, have, cake

## Helyesírás
Tudnivalók a helyesírásról a brit angolban
- Sokszor "our" szócskát használunk szó végén (flavour, neighbour, humour, labour)
- "ae", "oe" használata a latinból jött be a brit angolba (encyclopaedia, diarrhoea)
- "ce" használata (defence, pretence)
- "re" használata, szintén francia eredetű (here, litre, metre)
- "ise" használata (apologise, fertilise, otherwise, realise)

## Nyelvtan

### Present Perfect igeidő rendszeri használata
Ellentétben az amerikai angollal, a brit angolban használják a befejezett jelen-t, amikor kell. Az amerikaiak gyakran a past simple-t használják a present perfect helyett.

### 'To have' ige használata
Néhány hétköznapi kifejezés (zuhanyzás, reggelizés, stb.) a have ige segítségével képződik. (Az amerikaiak a take igével képzik ezeket). Britek: have a shower, have a breakfast, have lunch.

### Have you got?
A britek a birtoklást 'have got' szókapcsolattal, kérdés esetén 'have you got' szókapcsolattal kérdezik meg. (például: I have got a car. - Nekem van egy autóm; Have you got a car? - Van autód?). Az amerikaiak simán a have-vel, kérdés esetén do you have-vel kérdezik meg. Persze a britek is használják a do you have kérdezést, méghozzá akkor, amikor általánosságban van-e valamije valakinek. (például: Do you have bread at home? - Szokott nektek lenni kenyér?). Azonban a have you got gyakoribb a briteknél.

### Többes szám
A brit angolban azoknak a szavaknak, melyek csoportot jelölnek (team, stuff, group,...) a létigéje többes számú lesz, ha a benne lévő egyes tagokról beszélünk (például: The team are clever. - „A csapatban játszó emberek okosak”.). Azonban, ha azt akarjuk kifejezni, hogy nem a tagok, hanem a csapat mint egész csinált valamit, akkor az E/3 ragozású lesz. (pl.: The team has lost the match. - „A csapat elvesztette a meccset”.)

## Lásd még
- Angol nyelv
- Brit angol kiejtés